# 突出部 (軍事)

德軍自上下進攻（藍色箭頭）企圖消滅蘇軍佔領的庫斯克突出部，導致庫斯克會戰

突出部（英語：Salient）是一種戰場上的特徵，通常是突入敵方領土後，多面被敵人包圍，使攻勢進入敵軍後方區域。而突出部與守方前線接壤處稱為凹入部（reentrant）。一個深入的突出部底端容易遭到「擠壓」，使突出部形成一個孤立地帶，補給線將因此遭到截斷。